# Borna Kapusta
Borna Kapusta (Koprivnica, 24. srpnja 1996.) hrvatski je košarkaš, koji igra za KK Split i hrvatsku reprezentaciju. Visok je 1,82 m i igra na poziciji organizatora igre.
Rodio se u Koprivnici 24. srpnja 1996. godine. Njegov otac Boris Kapusta bio je igrač KK Koprivnica, a kasnije trener i član prvog Upravnog odbora.

## Klupska karijera
Kao junior igrao je dvije godine za KK Križevci pa u KK Zaboku i KK Gorici. Početkom sezone 2016./17. iz Gorice prelazi ponovno u Zabok, gdje će ostati sljedeće dvije sezone. U kolovozu 2018. vratio se u Goricu. U siječnju 2020. s Goricom je pobijedio favorita Cibonu ubilježivši 6 poena, 3 skoka i 11 asistencija.
Dana 20. rujna 2023. Kapusta i SC Derby iz Podgorice osvojili su Superkup ABA lige nakon što je postigao pobjednički pogodak sa 4,6 sekundi na satu. Kapustin udarac donio je Derbyju prednost ispred Partizana i donio momčadi pobjedu 83:81. Od 2024. igra za KK Split.

## Reprezentativna karijera
Kapusta je bio član hrvatske reprezentacije do 18 godina koja je zauzela 3. mjesto na FIBA europskom prvenstvu do 18 godina 2014.
U ljeto 2015. Kapusta je igrao za hrvatsku reprezentaciju do 19 godina koja je osvojila srebrnu medalju na FIBA Svjetskom prvenstvu do 19 godina održanom u Heraklionu 2015. Igra za hrvatsku seniorsku reprezentaciju.